# Ed Dwight

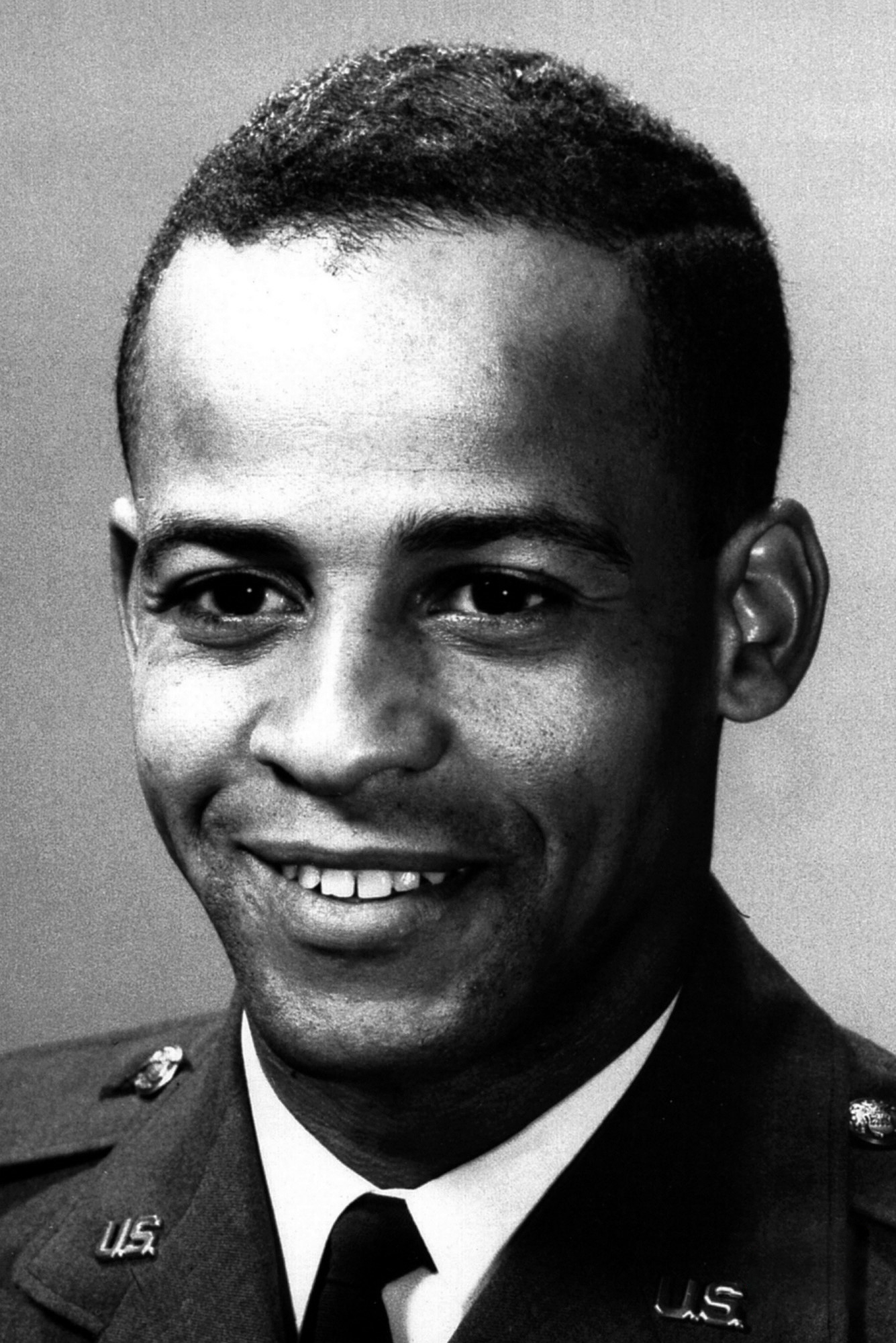
Ed Dwight

Edward Joseph (Ed) Dwight Jr. (geboren 9 september 1933) is een Amerikaanse beeldhouwer, auteur en voormalige testpiloot die de eerste Afro-Amerikaan was die in de jaren 60 deelnam aan het trainingsprogramma van de United States Air Force, waaruit de NASA astronauten selecteerde. Daarmee was hij enige tijd voorbestemd om de eerste 'zwarte' ruimtevaarder te worden. Die eer zou echter (in 1983) ten deel vallen aan Guion Bluford.

## Levensloop
Dwight werd op 9 september 1933 geboren in Kansas City, Kansas, als zoon van Edward Dwight Sr. en Georgia Baker Dwight. Als kind was hij een fervent lezer en een getalenteerd kunstenaar die tevens mechanisch begaafd bleek en graag met zijn handen werkte. In 1951 werd hij de eerste Afro-Amerikaanse man die afstudeerde aan Bishop Ward High School, een privé-rooms-katholieke middelbare school in zijn geboortestad. Dwight schreef zich in aan het Kansas City Junior College (later omgedoopt tot Metropolitan Community College) en studeerde in 1953 af als Associate of Arts in Engineering.

### Testpiloot en kandidaat-astronaut
Dwight nam na zijn studie in 1951 dienst bij de Amerikaanse luchtmacht. Hij voltooide een pilotenopleiding op de luchtmachtbasis Lackland nabij San Antonio, Texas. Op de vliegbasis Malden in Malden, Missouri voltooide hij zijn primaire vliegopleiding. In 1955 werd hij geplaatst als testpiloot op Williams Air Force Base, ten zuidoosten van Phoenix, Arizona. 
Tijdens zijn opleiding tot testpiloot volgde Dwight een avondopleiding aan de Arizona State University. In 1957 studeerde hij daar cum laude af in de luchtvaarttechniek. Dwight voltooide later luchtmachtcursussen in experimenteel testbesturen en ruimtevaartonderzoek op de luchtmachtbasis Edwards in respectievelijk 1961 en 1962. Tijdens zijn dienst bij de luchtmacht behaalde hij de rang van kapitein.
Dwight werkte evenals diverse andere kandidaat-astronauten voor de Amerikaanse ruinmtevaartprogramma's als testpiloot op die basis in de Mojavewoestijn in Californië, de belangrijkste experimentele vliegbasis van de Amerikaanse luchtmacht. Hij trainde er in de Aerospace Research Pilot School, gerund door luchtvaarticoon Chuck Yeager, de eerste piloot die de geluidsbarrière doorbrak. Ook Gus Grissom en Gordon Cooper, twee van de oorspronkelijke Mercury-astronauten, en Neil Armstrong, geselecteerd in de tweede groep astronauten en eind jaren 60 de eerste mens op de maan, werden er opgeleid als testpiloten in experimentele straalvliegtuigen. Vanaf Edwards vloog Dwight onder meer in prototypes van de Lockheed F-104 Starfighter, een supersonisch vliegtuig dat in de hogere regionen van de aardatmosfeer kon vliegen, waar de piloot de kromming van de aarde kon waarnemen.
Dwight's deelname aan het selectieproces van astronauten trok wijde aandacht: omdat de ogen van Amerika op de ruimtewedloop gericht waren, waren de ogen van vele trotse Afro-Amerikanen juist op hem gericht.
De nationale aandacht leidde tot een verhoogde publieke druk voor Dwight om daadwerkelijk te worden verkozen tot NASA-astronaut. De regering-Kennedy, die sterk campagne voerde voor burgerrechten, had al een actieve belangstelling voor de carrière van Dwight en zag zijn symbolisch en propagandistisch potentieel.
Op 12 april 1961 werd Sovjet-kosmonaut Yuri Gagarin de eerste mens in de ruimte, waarmee de Amerikanen in de ruimtewedloop opnieuw werden afgetroefd. Deze vlucht wekte de verbeelding van de wereld, en Edward R. Murrow, een voormalige radiojournalist die onder Kennedy directeur van het United States Information Agency was geworden, kwam met een idee om het Amerikaanse prestige te heroveren.
In september van dat jaar, vier maanden nadat de Verenigde Staten met Alan Shepard hun eerste astronaut de ruimte in hadden gestuurd, lanceerde Murrow het idee om dan de primeur na te streven van de eerste niet-blanke ruimtevaarder en daarmee veel goodwill te kweken voor de Amerikanen in de rest van de wereld.
Juist de toenmalige president Kennedy was een groot voorstander van meer diversiteit onder officieren in de krijgsmacht. Toen de eerste groep NASA-astronauten werd geselecteerd in 1959, bevatten de militaire officierpiloten, aanvankelijk de enige personen die zich konden aanmelden als astronauten, nog geen niet-blanken. In 1961 werd hij onder de regering van Kennedy met zijn ambitieus ruimtevaartprogramma dan ook gekozen als de eerste Afro-Amerikaanse astronaut in opleiding. Zijn selectie trok internationale media-aandacht en Dwight verscheen op de covers van meerdere tijdschriften, waaronder Ebony.
Dwight werd door de NASA uiteindelijk toch niet geselecteerd als astronaut. Hij nam ontslag bij de luchtmacht in 1966 en beweerde een speelbal te zijn geweest van "raciale politiek".

### Kunstenaar
Na zijn ontslag bij de luchtmacht werkte Dwight als ingenieur en werd hij een succesvol bouwondernemer. Zijn artistieke interesse in beeldhouwen en zijn belangstelling voor zwarte historische iconen groeide nadat de eerste zwarte luitenant-gouverneur van Colorado, George L. Brown, hem opdroeg een standbeeld te maken voor het Capitool van die staat in 1974. Hierna vestigde Dwight zich in Denver en behaalde hij een graad in beeldhouwkunst aan de Universiteit van Denver in 1977. Hij specialiseerde zich in metaalgietwerk.
Elk van Dwight's sindsdien gemaakte werken had betrekking op zwarten en burgerrechten. Zijn meeste stukken tonen alleen zwarte personen, maar zijn Underground Railroad Sculpture in Battle Creek eert ook Erastus en Sarah Hussey, blanken die een belangrijke rol speelden in de Underground Railroad die aan de vooravond van de Amerikaanse Burgeroorlog ontsnapte zwarte slaven uit de zuidelijke staten behulpzaam was bij hun vlucht naar de vrijheid in de noordelijke staten.
- Gemeinsame Normdatei: 1121923143
- International Standard Name Identifier: 0000 0000 5480 2894
- Library of Congress Control Number: nr2003030103
- Virtual International Authority File: 7335625
- WorldCat: E39PBJrKWdkQbH8dGkrfrXCqQq